# Arrondissement Pamiers
Das Arrondissement Pamiers (französisch Arrondissement de Pamiers; okzitanisch Arrondiment de Pàmias) ist eine Verwaltungseinheit im Département Ariège in der französischen Region Okzitanien. Unterpräfektur ist Pamiers.
Im Arrondissement liegen fünf Wahlkreise (Kantone) und 91 Gemeinden.

## Wahlkreise
- Kanton Mirepoix
- Kanton Pamiers-1 (mit 11 von 14 Gemeinden)
- Kanton Pamiers-2
- Kanton Pays d’Olmes
- Kanton Portes d’Ariège

## Gemeinden
| 1. Aigues-Vives (09002)           | 2. Arvigna (09022)                     | 3. Bélesta (09047)                   | 4. Belloc (09048)                     |
| 5. Benagues (09050)               | 6. Bénaix (09051)                      | 7. Besset (09052)                    | 8. Bézac (09056)                      |
| 9. Bonnac (09060)                 | 10. Brie (09067)                       | 11. Camon (09074)                    | 12. Canté (09076)                     |
| 13. Carla-de-Roquefort (09080)    | 14. Cazals-des-Baylès (09089)          | 15. Coutens (09102)                  | 16. Dreuilhe (09106)                  |
| 17. Dun (09107)                   | 18. Esclagne (09115)                   | 19. Escosse (09116)                  | 20. Esplas (09117)                    |
| 21. Fougax-et-Barrineuf (09125)   | 22. Freychenet (09126)                 | 23. Gaudiès (09132)                  | 24. Ilhat (09142)                     |
| 25. Justiniac (09146)             | 26. L’Aiguillon (09003)                | 27. La Bastide-de-Bousignac (09039)  | 28. La Bastide-de-Lordat (09040)      |
| 29. La Bastide-sur-l'Hers (09043) | 30. La Tour-du-Crieu (09312)           | 31. Labatut (09147)                  | 32. Lagarde (09150)                   |
| 33. Lapenne (09153)               | 34. Laroque-d’Olmes (09157)            | 35. Lavelanet (09160)                | 36. Le Carlaret (09081)               |
| 37. Le Peyrat (09229)             | 38. Le Vernet (09331)                  | 39. Léran (09161)                    | 40. Les Issards (09145)               |
| 41. Les Pujols (09238)            | 42. Lescousse (09163)                  | 43. Lesparrou (09165)                | 44. Leychert (09166)                  |
| 45. Lieurac (09168)               | 46. Limbrassac (09169)                 | 47. Lissac (09170)                   | 48. Ludiès (09175)                    |
| 49. Madière (09177)               | 50. Malegoude (09178)                  | 51. Manses (09180)                   | 52. Mazères (09185)                   |
| 53. Mirepoix (09194)              | 54. Montaut (09199)                    | 55. Montbel (09200)                  | 56. Montferrier (09206)               |
| 57. Montségur (09211)             | 58. Moulin-Neuf (09213)                | 59. Nalzen (09215)                   | 60. Pamiers (09225)                   |
| 61. Péreille (09227)              | 62. Pradettes (09233)                  | 63. Raissac (09242)                  | 64. Régat (09243)                     |
| 65. Rieucros (09244)              | 66. Roquefixade (09249)                | 67. Roquefort-les-Cascades (09250)   | 68. Roumengoux (09251)                |
| 69. Saint-Amadou (09254)          | 70. Sainte-Foi (09260)                 | 71. Saint-Félix-de-Tournegat (09259) | 72. Saint-Jean-d’Aigues-Vives (09262) |
| 73. Saint-Jean-du-Falga (09265)   | 74. Saint-Julien-de-Gras-Capou (09266) | 75. Saint-Martin-d’Oydes (09270)     | 76. Saint-Michel (09271)              |
| 77. Saint-Quentin-la-Tour (09274) | 78. Saint-Quirc (09275)                | 79. Saint-Victor-Rouzaud (09276)     | 80. Sautel (09281)                    |
| 81. Saverdun (09282)              | 82. Tabre (09305)                      | 83. Teilhet (09309)                  | 84. Tourtrol (09314)                  |
| 85. Trémoulet (09315)             | 86. Troye-d’Ariège (09316)             | 87. Unzent (09319)                   | 88. Vals (09323)                      |
| 89. Villeneuve-d’Olmes (09336)    | 90. Villeneuve-du-Paréage (09339)      | 91. Viviès (09341)                   |                                       |

## Neuordnung der Arrondissements 2017

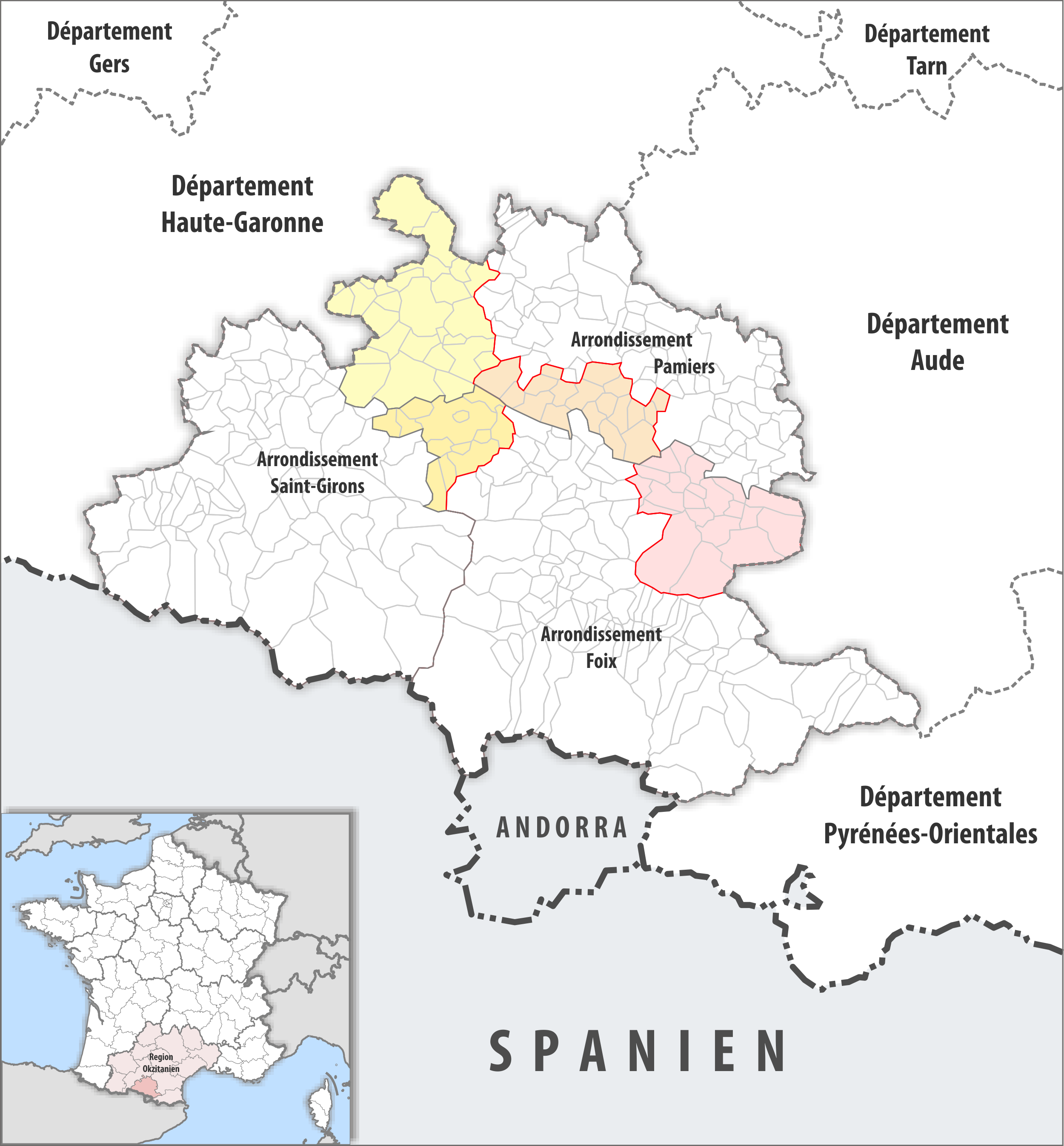
Arrondissementsanpassungen im Jahr 2017

Durch die Neuordnung der Arrondissements im Jahr 2017 wurde aus dem Arrondissement Foix die Fläche der 21 Gemeinden Bélesta, Bénaix, Carla-de-Roquefort, Dreuilhe, Fougax-et-Barrineuf, Ilhat, L’Aiguillon, Lavelanet, Lesparrou, Leychert, Lieurac, Montferrier, Montségur, Nalzen, Péreille, Raissac, Roquefixade, Roquefort-les-Cascades, Saint-Jean-d’Aigues-Vives, Sautel und Villeneuve-d’Olmes dem Arrondissement Pamiers und die Fläche der 27 Gemeinden Artigat, Camarade, Campagne-sur-Arize, Carla-Bayle, Castéras, Castex, Daumazan-sur-Arize, Durfort, Fornex, Gabre, La Bastide-de-Besplas, Lanoux, Le Fossat, Le Mas-d’Azil, Les Bordes-sur-Arize, Lézat-sur-Lèze, Loubaut, Méras, Monesple, Montfa, Pailhès, Sabarat, Sainte-Suzanne, Saint-Ybars, Sieuras, Thouars-sur-Arize und Villeneuve-du-Latou dem Arrondissement Saint-Girons zugewiesen.
Dafür wechselte die Fläche der 18 Gemeinden Artix, Calzan, Cazaux, Crampagna, Coussa, Dalou, Gudas, Loubens, Malléon, Montégut-Plantaurel, Rieux-de-Pelleport, Saint-Bauzeil, Saint-Félix-de-Rieutord, Ségura, Varilhes, Ventenac, Verniolle und Vira vom Arrondissement Pamiers zum Arrondissement Foix.

## Weitere Neuordnungen
- Zum 1. Januar 2018 wurde die Gemeinde Freychenet aus dem Arrondissement Foix in das Arrondissement Pamiers übergeführt.[1]

## Ehemalige Gemeinden seit 2015
bis 2022:
Saint-Amans, Bézac